# Mezenchyma

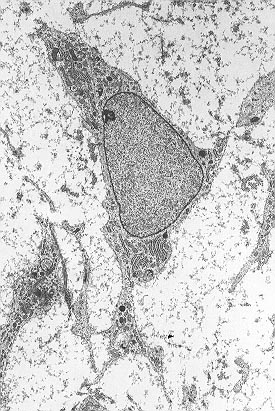
Mezenchyma – typowa komórka i substancja podstawowa

Mezenchyma,  tkanka mezenchymatyczna – tkanka łączna zarodkowa. Występuje tylko w okresie zarodkowym. Z niej powstają wszystkie rodzaje tkanek łącznych, tkanka kostna, tkanka chrzęstna, tkanka mięśniowa (w tym komórki tkanki mięśniowej poprzecznie prążkowanej typu sercowego). Jej gwiaździste komórki mają charakter totipotencjalny. Galaretowata substancja podstawowa tkanki łącznej zarodkowej pozbawiona jest włókien.
Jest to tkanka zarodkowa pochodzenia głównie mezodermalnego, jej elementy komórkowe pochodzą od pierwotnych listków zarodkowych. Mezenchyma przekształca się w tkankę łączną.
Mezenchymą nazywana jest też galaretowata substancja międzykomórkowa z nielicznymi, zwykle ameboidalnymi komórkami, czasami także z nielicznymi włóknami, wypełniająca przestrzeń między ekto- i endodermą niższych bezkręgowców (wstężnic i niektórych parzydełkowców). Jej funkcjonalnym odpowiednikiem jest mezoglea pozostałych parzydełkowców i mezohyl gąbek.